# Allkpop
Az Allkpop egy kifejezetten K-pop-sztárhírekkel foglalkozó weboldal, melyet 2007. október 30-án hozott létre a 6Theory Media. Székhelye az amerikai New Jersey állambeli Edgewaterben található. Az Allkpop a legnagyobb látogatószámú K-pop-híroldal, havonta 4 millió látogatóval, amivel megelőzi az összes dél-koreai zenei portált is. Az Allkpop is szerepet játszik az úgynevezett koreai hullám terjesztésében. A honlap nemcsak közli a híreket, de interjúkat is készít, többek között Brian Joo-val, a SECRET-tel vagy a 2NE1-nal. 2010-ben az Allkpop megszerezte az Mnet Asian Music Awards internetes sugárzási jogát.

## Megítélése
Bár a szlogen szerint sztárhírekkel és pletykákkal is foglalkozik, forrásként olyan médiumok is felhasználják, mint a Business Insider, a The Los Angeles Times vagy a Der Spiegel.
A 2009-es Mashable Open Web Awards-on a weboldalt a legjobb hírportálnak választották.

## Fordítás
- Ez a szócikk részben vagy egészben  az   Allkpop című angol Wikipédia-szócikk fordításán alapul.  Az eredeti cikk szerkesztőit annak laptörténete sorolja fel. Ez a jelzés csupán a megfogalmazás eredetét és a szerzői jogokat jelzi, nem szolgál a cikkben szereplő információk forrásmegjelöléseként.